# Nationalsozialistischer Untergrund
Nationalsozialistischer Untergrund (zkratka NSU) byla neonacistická terotistická skupina působící v Německu. 
NSU vznikla kolem roku 1999 s cílem vraždit s neněmeckým původem. Tři hlavní členové: Uwe Mundlos, Uwe Böhnhardt a Beate Zschäpeová, pocházeli z Jeny a od roku 1998 žili v úkrytech v Chemnitzu a Zwickau. V letech 2000 až 2007 se podíleli na tzv. kebabových vraždách, zavraždili devět migrantů a policistku, provedli 43 pokusů o vraždu, tři bombové útoky (Norimberk 1999, Kolín 2001 a 2004) a 15 loupeží. 
Skupina byla odhalena v listopadu 2009 během bankovní loupeže v Eisenachu a během zatčení spáchali Uwe Mundlos a Uwe Böhnhardt sebevraždu. 

## Činnost
Z počátku 90. let se trojice pachatelů poznala v Jeně. Společně se svými příznivci založili neonacistické organizace pod mnoha jmény. Prvním společným útokem byla exploze baterky v Norimberku v roce 1999.